# Едвард Охаб
Ѐдвард Мечѝслав О̀хаб (на полски: Edward Mieczysław Ochab) е полски политик, комунистически деец и военен бригаден генерал. Първи секретар на Централния комитет на Полската обединена работническа партия (ПОРП) през 1956 г., министър на земеделието (1957 – 1959 г.) и председател на Държавния съвет на Полската народна република в периода (1964 – 1968 г.).

## Биография
Роден е на 16 август 1906 г. в Краков. Става член на Полската комунистическа партия (ПКП) през 1929 г. Заради политическата си дейност излежава няколко присъди. След избухването на Втората световна война заминава за СССР и се включва като доброволец в редиците на Червената армия, а по-късно и в Полската народна армия. В годините 1943 – 1944 е заместник командир на Трета пехотна дивизия. През 1943 г. участва в основаването на комунистическия Съюз на полските патриоти (СПП). През 1944 г. е избран за министър на публичната администрация в създадения от настъпващите съветски войски и доминиран от активисти на СПП Полски комитет за национално освобождение (ПКНО).
След войната се отдава на политическа кариера. В периода 1945 – 1946 г. е член на секретариата на ЦК на Полската работническа партия (ПРП), а по-късно е и заместник-министър на националната отбрана (1949 – 1950 г.). В годините 1950 – 1956 и 1959 – 1964 е секретар в ЦК на ПОРП, като от март до октомври 1956 г. е първи секретар. Министър на земеделието в периода 1957 – 1959 г. Заема почетната длъжност председател на Държавния съвет на Полша в периода 1964 – 1968 г. След мартенските събития от 1968 г. и последвалите антисемитски действия на властите, в знак на протест си подава оставка и се оттегля от политиката. Умира на 1 май 1989 г. във Варшава и е погребан на военното гробище в квартал Повонзки.